# CFR 1907 Cluj
FC CFR 1907 Cluj – rumuński klub piłkarski, grający obecnie w pierwszej lidze rumuńskiej, mający siedzibę w mieście Kluż-Napoka, finalista Pucharu Intertoto w roku 2005.

## Historia
Chronologia nazw:
- 1907: Kolozsvári Vasutas Sport Club (KVSC)
- 1912: Kolozsvári Torna Club (KTC)
- 1919: Căile Ferate Române Cluj (CFR Cluj)
- 1940: Kolozsvári MÁV SE
- 1945: Căile Ferate Române Cluj (CFR Cluj)
- 1948: fuzja z Ferar Kluż
- 1950: Locomotiva Cluj
- 1957: CFR Cluj
- 1960: Clubul Sportiv Muncitoresc Cluj (CSM Cluj) - po fuzji z Rapid Cluj
- 1964: Clujeana Cluj
- 1967: CFR Cluj
- 1974: CFR Cluj-Napoca
- 1982: Steaua-CFR Cluj-Napoca
- 1989: CFR Cluj-Napoca
- 2002: SC Ecomax CFR Cluj-Napoca
- 2006: CFR 1907 Cluj

## Zawodnicy

### Skład na sezon 2023/2024
Stan na 20 kwietnia 2024
| Nr | Poz. | Piłkarz          |
| -- | ---- | ---------------- |
| 3  | OB   | Aly Abeid        |
| 4  | OB   | Cristian Manea   |
| 6  | OB   | Arlind Ajeti     |
| 7  | PO   | Omar El Kaddouri |
| 8  | PO   | Robert Filip     |
| 9  | NA   | Daniel Bîrligea  |
| 10 | NA   | Ciprian Deac     |
| 12 | OB   | Petar Mamić      |
| 14 | NA   | Valentin Serebe  |
| 17 | NA   | Philip Otele     |
| 18 | PO   | Kader Keïta      |
| 19 | OB   | Vasile Mogoș     |
| 20 | NA   | Filippo Falco    |
| 22 | OB   | Alan Aussi       |
| 23 | PO   | Denis Rusu       |

| Nr | Poz. | Piłkarz              |
| -- | ---- | -------------------- |
| 27 | OB   | Matei Ilie           |
| 29 | PO   | Durel Avounou        |
| 34 | BR   | Cristian Bălgrădean  |
| 42 | OB   | Matija Boben         |
| 44 | OB   | Anton Krešić         |
| 45 | OB   | Camora (kapitan)     |
| 73 | PO   | Karlo Muhar          |
| 76 | OB   | Laley Fofana         |
| 77 | PO   | Panajotis Tachtsidis |
| 81 | NA   | Gheorghe Gondiu      |
| 82 | PO   | Alin Fică            |
| 84 | PO   | Alexandru Radu       |
| 89 | BR   | Otto Hindrich        |
| 90 | BR   | Răzvan Sava          |
| 99 | NA   | Peter Michael        |

## Sukcesy

### Domowe
- Liga I
  - mistrzostwo (8): 2007/2008, 2009/2010, 2011/2012, 2017/2018, 2018/2019, 2019/2020, 2020/2021, 2021/2022
- Liga II
  - mistrzostwo (2): 1968/1969, 2003/2004
  - wicemistrzostwo (1): 1977/1978
- Liga III
  - mistrzostwo (7): 1946/1947, 1982/1983, 1984/1986, 1988/1989, 1990/1991, 1995/1996, 2001/2002
  - wicemistrzostwo (1): 1987/1988
- Puchar Rumunii
  - zwycięstwo (5): 2007/2008, 2008/2009, 2009/2010, 2015/2016, 2024/2025
- Superpuchar Rumunii
  - zwycięstwo (3): 2009, 2010, 2018
  - finał (2): 2012, 2016

### Międzynarodowe
- Puchar Intertoto UEFA
  - finał (1): 2005